# Schelomi
Schelomi oder Schlomi (hebräisch שְׁלוֹמִי Schlōmī) ist eine Entwicklungsstadt im israelischen Nordbezirk. Schelomi wurde benannt nach einer wichtigen biblischen Person (Num 34,27 ) aus dem Stamm Ascher, dessen Gebiet sich hier erstreckte. 2018 hatte Schlomi 6351 Einwohner.
Schelomi wird hauptsächlich von der UJIA (United Jewish Israel Appeal) und jüdischen Jugendorganisationen in Großbritannien unterstützt.
Der Ort war wiederholt Ziel von Katjuscha-Raketenangriffen durch die Hisbollah:
- am israelischen Unabhängigkeitstag, Jom haAtzma’ut, am 12. Mai 2005
- am israelischen Unabhängigkeitstag, Jom haAtzma’ut, am 3. Mai 2006
- am 12. Juli 2006, zu Beginn des Libanonkrieges 2006.